# Dwight Billings
William Dwight Billings (né le 29 décembre 1910 et mort le 4 janvier 1997) est un écologue américain. Il est l’une des figures fondamentales dans le domaine de l’écophysiologie végétale et apporte des contributions majeures à l’écologie du désert et de l’écologie de l'Arctique.
Il est président de la Société américaine d'écologie (ESA) de 1978 à 1979. Il est élu membre de l'Académie américaine des arts et des sciences en 1979. En 1962, l'ESA lui décerne le Mercer Award, pour un article de recherche exceptionnel rédigé par un chercheur de moins de 40 ans. L'ESA lui a également décerné le prix Eminent Ecologist en 1991.
Il compte parmi ses élèves Robin B. Foster.